# Lerato Sechele
Lerato Sechele, née le 10 mars 1994 à Maseru, est une athlète lesothane spécialiste du triple saut. Elle est championne d'Afrique junior en 2013 et médaillée de bronze chez les seniors en 2018.

## Carrière
Lerato Sechele est née en 1994 à Maseru, la capitale du Lesotho.
En 2011, Lerato Sechele remporte sa première médaille mondiale avec l'argent au triple saut lors des Championnats d'Afrique juniors. Quatre ans plus tard, elle monte sur la première marche du podium aux Championnats d'Afrique juniors 2013.
Lors des Jeux du Commonwealth de 2018, elle améliore le record du Lesotho du triple saut avec une marque à 13,57 m et termine à la 4e place de la compétition. La même année, elle remporte la médaille de bronze lors des Championnats d'Afrique.

## Palmarès
| Date | Compétition                    | Lieu         | Place | Marque  |
| ---- | ------------------------------ | ------------ | ----- | ------- |
| 2011 | Championnats d'Afrique juniors | Gaborone     | 2e    | 12,07 m |
| 2011 | Jeux africains                 | Maputo       | 10e   | 11,86 m |
| 2013 | Championnats d'Afrique juniors | Bambous      | 1re   | 12,62 m |
| 2014 | Jeux du Commonwealth           | Glasgow      | 8e    | 12,33 m |
| 2015 | Jeux africains                 | Brazzaville  | 9e    | 12,54 m |
| 2018 | Jeux du Commonwealth           | Gold Coast   | 4e    | 13,57 m |
| 2018 | Championnats d'Afrique         | Asaba        | 3e    | 13,31 m |
| 2019 | Jeux africains                 | Rabat        | 5e    | 13,24 m |
| 2022 | Championnats d'Afrique         | Saint-Pierre | 6e    | 12,83 m |
| 2022 | Jeux du Commonwealth           | Birmingham   | 12e   | 12,57 m |